# Ommatospila narcaeusalis
Ommatospila narcaeusalis là một loài bướm đêm trong họ Crambidae.